# БМП-1У
БМП-1У «Шквал» — украинская боевая машина пехоты, модернизированный вариант советской БМП-1, разработанный в конце 1990-х годов Киевским Научно-техническим центром артиллерийско-стрелкового вооружения.

## История
БМП-1У была разработана в конце 1990-х — начале 2000-х годов в киевском Научно-техническом центре артиллерийско-стрелкового вооружения в рамках ОКР «Блиндаж».
17 марта 1999 года было официально объявлено о создании унифицированного боевого модуля, предназначенного для модернизации БМП-1. БМП-1У была впервые продемонстрирована 24 августа 2001 в Киеве на военном параде в честь Дня независимости Украины.
В 2004 году, после завершения предварительных испытаний, было объявлено о намерении до конца 2012 года модернизировать 400 шт. БМП-1 трёх механизированных бригад украинской армии до уровня БМП-1У, однако фактически вооружённые силы Украины получили только 12 модернизированных бронемашин (ещё 30 были поставлены в Грузию и три — в Чад).
В 2007 году модернизированный вариант БМП-1 с боевым модулем «Шквал» вышел на этап государственных испытаний.
В ноябре 2014 года для вооружённых сил Украины стоимость одной БМП-1У составляла 6 млн. гривен.
В 2015 году был разработан вариант БМП-1УМ.
В сентябре 2016 года был разработан вариант БМП-1УМД «Мисливець» с двигателем Deutz, в декабре 2016 года начались испытания образца БМП-1УМД «Мисливець» с новой цифровой системой управления огнём, которые были завершены 27 ноября 2017 года.

## Описание конструкции
Вместо штатной башни БМП-1 установлен боевой модуль «Шквал». Установленное новое оборудования заняло больший объём по сравнению со старым боевым отделением, что сократило количество десанта до 6 человек.
Также на БМП-1У установлены новые водоизмещающие крылья-поплавки, гусеницы и ведущие колёса от БМП-2. Оснащена стабилизатором вооружения СВУ-500 (масса до 90 кг, наработка до 1000 часов и срок службы 20 лет) как СУО.

### Вооружение
- 30-мм автоматические пушки ЗТМ-1 и ЗТМ-2 с боекомплектом 360 снарядов, из которых 126 бронебойно-трассирующих БТ и 234 осколочно-фугасно-зажигательных и осколочно-трассирующих ОФЗ и ОТ. Дальность стрельбы — 2000 м для снарядов БТ, 4000 м для ОФЗ и ОТ, 2500 м по воздушным целям, 1100 — прямой наводкой.
- 7,62-мм танковый пулемёт КТ-7,62 и 12,7-мм крупнокалиберный пулемёт КТ-12,7 с общим боекомплектом 2000 патронов
- Комплекс ПТУР «Барьер» / «Конкурс»: 2 × ПТУР 9П135М (от 75 до 4000 метров, 4 ракеты)
- 30-мм автоматический гранатомет АГ-17 «Пламя» / АГС-17 с боекомплектом 116 гранат (29 в основе, 87 в резерве)
- ПЗРК «Игла»
- Шесть 81-мм пусковых установок «Туча» для отстрела дымовых гранат

### Прицельные приспособления
- Электронно-оптический прицел ТКН-3Б;
- оптико-телевизионный прицел ОТП-20;
- лазерный дальномер ВДЛ-2;
- перископический зенитный прицел ПЗУ-7М (ПЗУ-8).

### Электронное оборудование
- Вращающийся трансформатор ВТ11
- электродвигатель ЭДМ-20М мощностью 500 Вт
- статический преобразователь СП10 вместо электромашинного ПТ200Ц-III
- два типа оптико-телевизионного прицельного комплекса ОТП-20, «Тандем» и «Тандем-М»
- лазерный дальномер ВДЛ-2

### Средства связи
- УКВ станция Р-123М;
- переговорное устройство Р-124.

### Отличительные особенности
- Машина обладает возможностью стрельбы противотанковым оружием ПТУРС с управлением наведением от стабилизатора (режим УПР);
- минимальные скорости наведения составляют до 0,02 град./сек
- имеется режим установки башни и блока вооружения на углы заряжания боеприпасами
- имеется режим приведения в исходное положение при следовании БМП по узкой трассе
- имеется режим обводов блоком вооружения препятствий на корпусе БМП

## Варианты и модификации
- БМП-1У «Шквал» — базовая модель

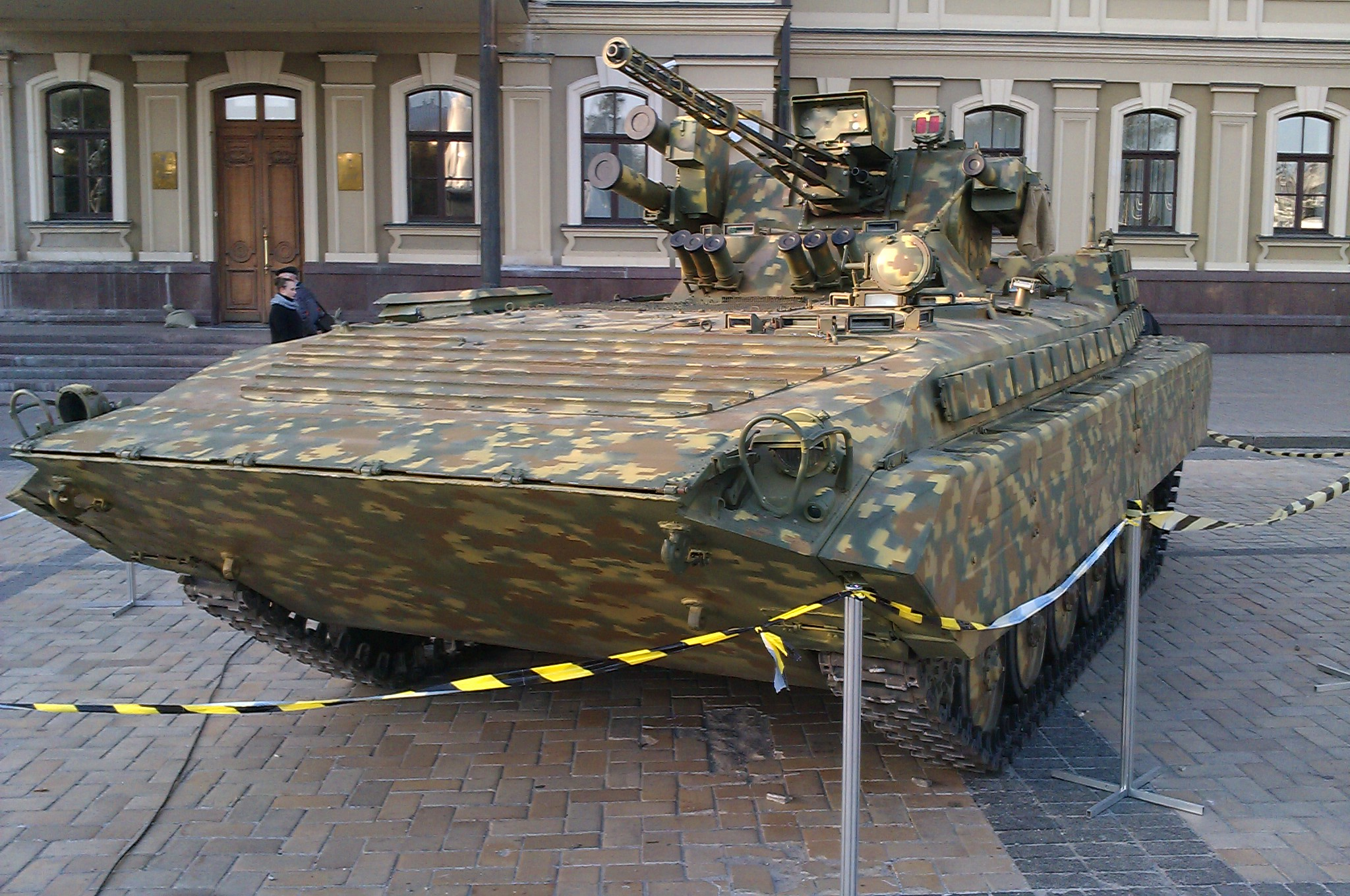
БМП-1М «Шквал» на выставке «Сила непокоренных» ко Дню защитника Украины в 2015 году

  - БМП-1М «Шквал-А» — экспортный[8] вариант БМП-1У, на который установлен прицельный комплекс «Тандем-2» от НИИ радиолокационных систем «Квант-радиолокация», а советский противотанковый комплекс «Конкурс» заменён на украинский ПТРК «Барьер» разработки киевского КБ «Луч»[9]. Демонстрационный образец был представлен в феврале 2011 года[10][11]
  - БМП-1УМ — новый вариант массой 13,6 тонн, разработанный с учётом конструкции БМП-1М, демонстрационный образец представлен 22 сентября 2015 на оружейной выставке «Зброя та безпека-2015». Усилена броневая защита, установлены усовершенствованный боевой модуль КБА-105ТБ «Шквал-А» с цифровым стабилизатором вооружения СВУ-500-3Ц и прицельным комплексом «Тандем-2», новый дизельный двигатель ЗТД-2, новые топливные баки, прибор спутниковой навигации СН-3003, модернизированный прицел командира ТКН-3Б, новые сиденья с улучшенной противоминной защитой, высота десантного отделения увеличена на 15 см, двери десантного отделения заменены аппарелью с механическим приводом[1], изменено расположение выхлопной трубы[12]
    - БМП-1УМД — модификация БМП-1УМ с немецким четырехтактным шестицилиндровым дизельным двигателем Deutz TCD2013 L64V (330 л. с.) производства Deutz AG, модификация разработана в сентябре 2016 года[13] и впервые представлена 11 октября 2016 года[14].
      - БМП-1УМД «Мисливець» — БМП-1УМД с цифровой СУО «Мисливець».

  - БМП-1ТС — модификация БМП-1У от компании «Техимпекс» с усилением бронирования, боевым модулем «Спис» (версия боевого модуля «Шквал» с системой управления огнем «Синтез») и радиостанцией Motorola DM-4601, впервые представлена 20 августа 2021 на репетиции военного парада в Киеве.[15]

## Операторы
- Грузия: в 2007 году были заказаны и к началу войны в Грузии (7—13 августа 2008 года) были получены 15 БМП-1У[16]. 14 утрачено в ходе войны в Грузии.
- Россия: 1 единица, трофейная боевая машина, захваченная в ходе войны в Грузии[17].
- Туркменистан: в 2016 году были показаны на военном параде в честь 25-летия независимости Туркменистана[2][18][неавторитетный источник].
- Чад: 42 по состоянию на 2018 год[19]. В 2013 году они участвовали в военной операции в Мали на стороне антиисламистской коалиции[20].